# دادگاه بین‌آمریکایی حقوق بشر
دادگاه بین‌آمریکایی حقوق بشر (به انگلیسی: Inter-American Court of Human Rights) یک مؤسسه مستقل قضایی مستقر در شهر سن خوزه، کاستاریکا است. این دادگاه به‌جای این‌که به‌دنبال این باشد که افراد خاطی در نقض حقوق بشر مجرم را پیدا کند، در تلاش است تا مشخص نماید، آیا یک کشور مشخص، حقوق بشر را در مورد یک فرد نقض کرده‌است.

## جستارهای وابسته

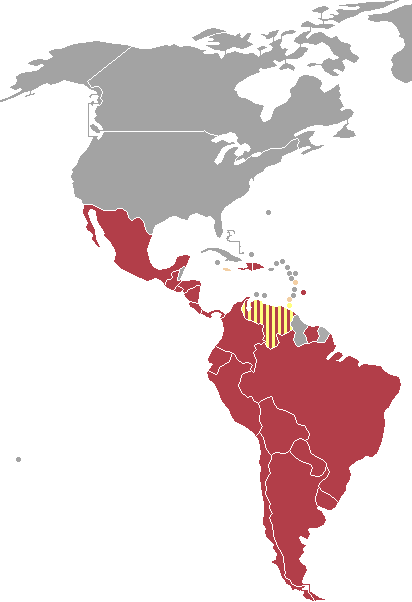
اعضای دادگاه حقوق بشر بین آمریکایی. قرمز تیره - صلاحیت عمومی دادگاه را می‌پذیرید. نارنجی - امضاکنندگان صلاحیت کامل را نمی‌پذیرند. زرد - اعضای سابق